# Município de Seneca (condado de Seneca, Ohio)
O município de Seneca (em inglês: Seneca Township) é um município localizado no condado de Seneca no estado estadounidense de Ohio. No ano de 2010 tinha uma população de 1.622 habitantes e uma densidade populacional de 17,34 pessoas por km².

## Geografia
O município de Seneca encontra-se localizado nas coordenadas 41° 02′ 18″ N, 83° 14′ 29″ O. Segundo a Departamento do Censo dos Estados Unidos, o município tem uma superfície total de 93.52 km², da qual 92,31 km² correspondem a terra firme e (1,3 %) 1,22 km² é água.

## Demografia
Segundo o censo de 2010, tinha 1.622 habitantes residindo no município de Seneca. A densidade populacional era de 17,34 hab./km². Dos 1.622 habitantes, o município de Seneca estava composto pelo 98,77 % brancos, o 0,12 % eram afroamericanos, o 0,12 % eram amerindios, o 0,31 % eram asiáticos, o 0,31 % eram de outras raças e o 0,37 % eram de uma mistura de raças. Do total da população o 1,29 % eram hispanos ou latinos de qualquer raça.